# Vavro Oravec
Vavro Oravec (22. června 1915, Tvrdošín, Slovensko – 2007, Švýcarsko?) byl lékař a stomatolog a amatérský keramik a malíř. Po sovětské okupaci roku 1968 odešel do exilu ve Švýcarsku, kde pracoval jako zubní lékař a od roku 1976 se věnoval výhradně výtvarné tvorbě.

## Život
Vavro Oravec se narodil jako nejmladší ze tří synů v židovské rodině Žigmunda a Jolany Keményových ve slovenském Tvrdošíně v roce 1915. Rodina se z důvodu zaměstnání otce přestěhovala do Bratislavy. Na přání rodičů vystudoval v Bratislavě medicínu (1933–1938) a poté pracoval v nemocnicích v Bardejově a Nitře. Po vzniku Slovenského štátu v březnu 1939 mu byla práce v nemocnici zakázána a vypomáhal pak na úřadu Židovské rady v Bratislavě a jako vychovatel židovských dětí, vyloučených ze škol. K jeho žákům patřil i pozdější redaktor satirického časopisu Roháč a spisovatel Pavel Taussig.
Vavro projevil malířský talent již v dětství, ale malovat se nikdy neučil. Po zákazu lékařské činnosti absolvoval tříměsíční přeškolovací kurs v ateliéru keramičky J. Horové a S. Fischerové v Bratislavě. Na podzim 1944 byl zatčen a deportován do koncentračního tábora v Osvětimi a odtud do koncentračních táborů Gross Rosen a Blechhammer. Válku přežil a po jejím skončení odešel do Prahy, kde na Karlově Univerzitě vystudoval stomatologii. Od roku 1948 do roku 1968 pak pracoval jako zubní lékař ve zdravotním středisku v Praze. Ve volném čase se snažil doplnit své malířské vzdělání návštěvou kurzů kreslení u Jana Baucha. Měl přátele mezi malíři ze skupiny Máj 57 (R. Fremund, R. Piesen, J. Kolínská, J. Balcar, Z. Sekal a další), kteří mu dávali konzultace. Byl zubním lékařem rodiny Medkových a často docházel také k Mikuláši Medkovi, se kterým se radil o technice malby.
Poprvé vystavoval se skupinou malujících lékařů v roce 1955 v divadle E. F. Buriana. Tehdy začal cílevědomě malovat. V letech 1955–1966 měl sedm samostatných výstav v menších pražských výstavních sálech a roku 1964 se zúčastnil výstavy skupiny Máj v Nové síni. Roku 1967 měl samostatné výstavy v Paříži, Mnichově a Linci.
Po srpnové okupaci odešel v září 1968 do exilu v Bernu ve Švýcarsku, kde pak v letech 1969–1976 pracoval jako zubní lékař v místním zdravotním středisku. Roku 1976 utrpěl úraz a odešel do důchodu. Po zbytek života se věnoval výhradně výtvarné tvorbě. Od roku 1969 vystavoval v různých galeriích ve Švýcarsku Německu a Londýně. Roku 1999 měl výstavu v Galerii Franze Kafky v Praze.
Dílo Vavro Oravce bylo výrazně ovlivněno jeho židovstvím, proto na konci svého života daroval 32 obrazů Židovskému muzeu v Praze. Ty byly vystaveny roku 2001 ve Španělské synagoze a roku 2005 k malířovým devadesátinám v Galerii Millennium.

## Dílo
Vavro Oravec začal cílevědomě malovat už v 50. letech a brzy ovládl základy malířské techniky. Uchoval si však originalitu naivního pohledu, neotřelou citovost a osobitý výraz. Jeho tváře dětí a mladých dívek jsou obklopené zvláštním smutkem a navazují na válečné zkušenosti. Podle Jaromíra Pečírky, který psal o Oravcově výstavě portrétů roku 1959 „je v jeho obrazech něco tajemné, jako by se v nich skrývaly zbytky nebo záblesky nějakých prastarých kultur, patina čehosi starého, prožitého a milovaného nejen samotným malířem, ale i jeho předky“.
Kromě několika krajin a figur maloval hlavně portréty. Silnou inspirací pro něj byl Franz Kafka, jehož portrét je mezi jeho díly několikrát. V 60. letech se načas přiklonil k abstrakci. Po odchodu do exilu se v jeho obrazech objevily vzpomínky na pobyt v Osvětimi a prožitky z pochodu smrti. Maloval také stylizované imaginární portréty svých oblíbených malířů (Amedeo Modigliani, Marc Chagall, Paul Klee, Karel Černý) a spisovatelů (Marcel Proust, Robert Walser, Hermann Hesse, Ernst Troller).
Vavrovy obrazy jsou výsledkem soustředěného hledání, pokorného přemýšlení a intenzivní práce na základě vlastní zkušenosti. Nikdy nezískal technickou jistotu a zručnost profesionálů, ale tento nedostatek se v jeho obrazech stal spíše předností a znakem autenticity. V jeho díle není patrný žádný výrazný vývoj ani převratné změny. K nepříliš širokému okruhu svých námětů se vždy znovu vrací v soustředných kruzích a novými prostředky objevuje některou jejich dosud skrytou stránku.

### Zastoupení ve sbírkách
- Židovské muzeum v Praze
- Galerie moderního umění v Roudnici nad Labem[7]
- Východočeská galerie v Pardubicích

### Výstavy

#### Autorské
- 1955, 1956 Praha, divadlo E. F. Buriana
- 1959 Praha, foyer divadla Rokoko
- 1961 Praha, foyer divadla Na zábradlí
- 1962 Praha, foyer Komorního divadla
- 1965 Praha, Galerie na Karlově náměstí
- 1966 Praha, Malá galerie Čs. spisovatele
- 1967 Mnichov, Neue Müncher Galerie
- 1967 Paříž, La Nouvelle Galerie
- 1967 Linec, Galerie am Taubenmarkt
- 1969 Bern, Galerie Schindler
- 1970 Bern, Zärtiger Galerie
- 1970 Würzburg, Galerie Radegundis Villinger
- 1970 Londýn, Gallery Petit
- 1971 Laufen, Galerie Brauereikeller
- 1972 Gstaad, Kunstverein
- 1973 Bern, Atelier Elisabeth Röthlisberger
- 1974 Curych, Galerie Walchenturm
- 1975 Würzburg, Galerie Radegundis Villinger
- 1976 Schloss Jegensdorf; Naters, Junkerhof
- 1977 Münsingen, Galerie Wagerad
- 1977, 1980 Bern, Zähringer Galerie
- 1981 Burgdorf, Galerie Schlossberg
- 1984, 1986 Bern, Zähringer Galerie
- 1987 Bern, Galerie Papillon
- 1992, 1995, 1996 Bern, Zähringer Galerie
- 1999 Vavro Oravec: Žil jsem v Praze, Galerie Franze Kafky, Praha
- 1999 Bern, Kälim & S.Ramsayer Galerie
- 2005 Vavro Oravec: Výstava k 90. narozeninám umělce / Exhibition to mark 90th birthday of the artist, Galerie Millennium, Praha
- 2006 Památník Terezín

#### Kolektivní (výběr)
- 1964 Tvůrčí skupina Máj, Galerie Nová síň, Praha
- 1966 Přírůstky do sbírek Východočeské galerie Pardubice v letech 1965–1966
- 1967 Ze současné tvorby našich malířů (Obrazy z let 1957–1966), Východočeská galerie v Pardubicích
- 1967 Socha a kresba, Mánes, Praha
- 1967 1. pražský salon, Bruselský pavilon, Praha
- 2000 Kódy a znamení, České muzeum výtvarných umění, Praha[8]

### Katalogy
- Vavro Oravec: Portréty 1956–1958, text František Dvořák, Divadlo Rokoko, Praha
- Vavro Oravec, text Antonín Hartmann, Svaz československých výtvarných umělců, Praha 1965
- Vavro Oravec: Žil jsem v Praze, text Antonín Hartmann, Galerie Franze Kafky, Praha 1999
- Vavro Oravec: Výstava k 90. narozeninám umělce / Exhibition to mark 90th birthday of the artist, text Arno Pařík, Galerie Millennium, Židovské muzeum v Praze 2005

- Tvůrčí skupina Máj, Galerie Nová síň, Praha 1964
- I. pražský salon, Svaz československých výtvarných umělců, Praha 1967
- Socha a kresba, text Eva Petrová, Svaz československých výtvarných umělců, Praha 1967
- Ze současné tvorby našich malířů: Obrazy z let 1957–1966, text Jitka Boučková, Východočeská galerie v Pardubicích 1967